# Trägheitstensor
Der Trägheitstensor ist in der Mechanik die Eigenschaft eines starren Körpers, die seine Trägheit gegenüber Änderungen seines Drehimpulses beschreibt. Sein Formelzeichen ist {\displaystyle \mathbf {\Theta } } oder {\displaystyle \mathbf {I} }. Er ist ein kovarianter Tensor 2. Stufe und für ausgedehnte Körper positiv definit.
Mit Hilfe des Trägheitstensors lässt sich der Zusammenhang zwischen dem Drehimpuls {\displaystyle {\vec {L}}} eines Körpers und seiner Winkelgeschwindigkeit {\displaystyle {\vec {\omega }}} in vektorieller Form als Matrixprodukt des Trägheitstensors mit der Winkelgeschwindigkeit darstellen:
{\displaystyle {\vec {L}}=\mathbf {\Theta } \cdot {\vec {\omega }}}
Der Wert des Trägheitstensors hängt von der Wahl seines Bezugspunkts ab. Dieser wird zur Berechnung des Trägheitstensors meist auf den Massenmittelpunkt des Körpers festgelegt. Diese Wahl erleichtert die separate Berechnung von Eigen- und Bahndrehimpuls. Mit Hilfe des Steinerschen Satzes lässt sich aus dem Trägheitstensor des Schwerpunktes der für einen beliebigen Bezugspunkt berechnen.
In der Koordinatendarstellung des Trägheitstensors bezüglich einer Orthonormalbasis mit dem Koordinatenursprung im Bezugspunkt enthält er die Trägheits- und Deviationsmomente für Rotationsachsen, die parallel zu den Basisvektoren sind. Durch Koordinatentransformation erhält man die Trägheits- und Deviationsmomente bezüglich anderer Achsen durch den Bezugspunkt.
Für bestimmte Drehachsen ist der Drehimpuls parallel zur Winkelgeschwindigkeit. Diese Achsen heißen Hauptträgheitsachsen. Zu jedem Körper gibt es mindestens drei aufeinander senkrecht stehende Hauptträgheitsachsen. Sie sind parallel zu den Eigenvektoren des Trägheitstensors. Die entsprechenden Eigenwerte des Trägheitstensors nennt man die Hauptträgheitsmomente des Körpers. Rotiert der Körper um eine andere Achse als eine der Hauptträgheitsachsen, sind sein Drehimpuls und seine Rotationsachse im Allgemeinen nicht parallel. Dann ist als Folge der Drehimpulserhaltung die Rotationsachse nicht fest, sondern rotiert ebenfalls: der Körper ‚eiert‘. Hält man die Rotationsachse in diesem Fall durch Zwang fest, wirken aufgrund der Unwucht Kräfte auf die Lager und der Drehimpuls ist veränderlich.
Trägheitstensoren einfacher Körper finden sich in der Liste von Trägheitstensoren.

## Analogie zur Masse bei translatorischer Bewegung
Der Trägheitstensor hat in den Bewegungsgleichungen der Mechanik eine vergleichbare Position bezüglich der Rotation, wie die Masse bezüglich der Translation. 
| Rotation | Translation |
| --- | --- |
| {\displaystyle \underbrace {\vec {L}} _{\mathrm {Drehimpuls} }=\underbrace {\mathbf {\Theta } } _{\mathrm {Tr{\ddot {a}}gheitstensor} }\cdot \underbrace {\vec {\omega }} _{\mathrm {Winkelgeschwindigkeit} }} | {\displaystyle \underbrace {\vec {p}} _{\mathrm {Impuls} }=\underbrace {m} _{\mathrm {Masse} }\cdot \underbrace {\vec {v}} _{\mathrm {Geschwindigkeit} }} |

Jenseits der formal gleichen Position als Ausdruck der Trägheit, die kinematische Größe (Winkel-)Geschwindigkeit mit der dynamischen Größe (Dreh-)impuls zu verknüpfen, bestehen wesentliche Unterschiede, die die Rotationen gegenüber den Translationen auszeichnen:
- die Masse ist eine skalare Größe, der Trägheitstensor ein Tensor zweiter Stufe.
- Impuls und Geschwindigkeit sind immer parallel, Drehimpuls und Winkelgeschwindigkeit im Allgemeinen nicht.
- Die Masse ist in allen Bezugssystemen zeitlich konstant, der Trägheitstensor hängt im Allgemeinen von der Ausrichtung des Körpers und seiner Lage zum Bezugspunkt ab. Da diese sich ändern können, sind die Komponenten zeitabhängig, während bei Translationen die Masse konstant ist. Nur in einem körperfesten Bezugssystem sind die Komponenten des Trägheitstensors konstant.

## Trägheitstensor für eine Punktmasse

### Herleitung und Definition
Für den Drehimpuls {\displaystyle {\vec {L}}} einer Punktmasse bezüglich des Koordinatenursprungs gilt:
{\displaystyle {\vec {L}}=m\,{\vec {r}}\times {\vec {v}}=m\,{\vec {r}}\times ({\vec {\omega }}\times {\vec {r}})}.
Hier sind:
- {\displaystyle m}: die Masse der Punktmasse
- {\displaystyle {\vec {r}}}: der Ortsvektor der Punktmasse
- {\displaystyle {\vec {v}}={\dot {\vec {r}}}}: die Geschwindigkeit der Punktmasse
- {\displaystyle {\vec {\omega }}}: die Winkelgeschwindigkeit der Punktmasse relativ zum Koordinatenursprung

Dies lässt sich mit Hilfe der BAC-CAB-Formel, dem Einheitstensor {\displaystyle \mathbf {1} } und dem Operator {\displaystyle \otimes } für das dyadische Produkt umformen zu:
{\displaystyle {\vec {L}}=m\,[({\vec {r}}\cdot {\vec {r}})\,\mathbf {1} -{\vec {r}}\otimes {\vec {r}}]\cdot {\vec {\omega }}}
Mit der Definition des Trägheitstensors {\displaystyle \mathbf {\Theta } }:
{\displaystyle \mathbf {\Theta } :=m\,[({\vec {r}}\cdot {\vec {r}})\,\mathbf {1} -{\vec {r}}\otimes {\vec {r}}]}
ergibt sich der oben genannte Zusammenhang zwischen Drehimpuls und Winkelgeschwindigkeit {\displaystyle \textstyle {\vec {L}}=\mathbf {\Theta } \cdot {\vec {\omega }}}.

### Berechnung
Die Matrixdarstellung des Trägheitstensors {\displaystyle \mathbf {\Theta } } bezüglich der Orthonormalbasis mit den Einheitsvektoren {\displaystyle {\hat {e}}_{1,2,3}} erhält man aus der Bilinearform {\displaystyle \Theta _{ij}={\hat {e}}_{i}\cdot \mathbf {\Theta } \cdot {\hat {e}}_{j}}, wobei die Indizes {\displaystyle i,j} die Koordinaten nummerieren:
{\displaystyle {\begin{aligned}\Theta _{ij}&={\hat {e}}_{i}\cdot \mathbf {\Theta } \cdot {\hat {e}}_{j}\\&={\hat {e}}_{i}\cdot m\,[({\vec {r}}\cdot {\vec {r}})\,\mathbf {1} -{\vec {r}}\otimes {\vec {r}}]\cdot {\hat {e}}_{j}\\&=m\,{\hat {e}}_{i}\cdot [({\vec {r}}\cdot {\vec {r}}){\hat {e}}_{j}-({\vec {r}}\cdot {\hat {e}}_{j}){\vec {r}}]\\&=m\,[({\vec {r}}\cdot {\vec {r}})({\hat {e}}_{i}\cdot {\hat {e}}_{j})-r_{j}({\hat {e}}_{i}\cdot {\vec {r}})]\\&=m\,[({\vec {r}}\cdot {\vec {r}})\delta _{ij}-r_{i}\,r_{j}]\\\Rightarrow \Theta &=m\,{\begin{pmatrix}(r_{2}^{2}+r_{3}^{2})&-r_{1}r_{2}&-r_{1}r_{3}\\-r_{1}r_{2}&(r_{1}^{2}+r_{3}^{2})&-r_{2}r_{3}\\-r_{1}r_{3}&-r_{2}r_{3}&(r_{1}^{2}+r_{2}^{2})\end{pmatrix}}\\\end{aligned}}}
Hier sind zusätzlich:
- {\displaystyle {\vec {r}}=(r_{1},\,r_{2},\,r_{3})} die Koordinaten des Ortsvektors
- {\displaystyle \delta _{ij}={\begin{cases}1&{\text{für}}\;i=j\\0&{\text{sonst.}}\end{cases}}} das Kronecker-Delta

Der Trägheitstensor ist ein symmetrischer Tensor, denn es gilt stets {\displaystyle \Theta _{ij}=\Theta _{ji}}.

## Struktur des Trägheitstensors
Die Elemente des Trägheitstensors in einer Koordinatendarstellung haben unmittelbare physikalische Bedeutung: 

### Trägheitsmoment bezüglich einer beliebigen Achse
Die drei Elemente der Hauptdiagonale sind die Trägheitsmomente des Körpers bei Rotation um die jeweilige Achse des Koordinatensystems. 
Das Trägheitsmoment {\displaystyle \Theta _{ee}} um eine Achse in Richtung eines beliebigen Einheitsvektors {\displaystyle {\hat {e}}} ergibt sich durch
{\displaystyle \Theta _{ee}={\hat {e}}\cdot \mathbf {\Theta } \cdot {\hat {e}}}.
Das sieht man einfach an der obigen Matrixdarstellung, wenn man den gewählten Einheitsvektor {\displaystyle {\hat {e}}} durch zwei weitere Einheitsvektoren zu einer Orthogonalbasis erweitert. Denn die Diagonalelemente sind die Trägheitsmomente um die Richtungen der Basisvektoren.

### Deviationsmomente
Die Nichtdiagonalelemente heißen Deviationsmomente. Sie geben (nach Multiplikation mit {\displaystyle \omega ^{2}}) die Drehmomente an, die von den Lagern ausgeübt werden müssen, damit die Drehachse ihre Richtung beibehält.

### Hauptträgheitsachsen und Hauptträgheitsmomente
Im Allgemeinen gilt {\displaystyle {\vec {L}}=\mathbf {\Theta } \cdot {\vec {\omega }}}. Aus der positiven Definitheit des Tensors {\displaystyle \mathbf {\Theta } } folgt, dass es in drei Raumdimensionen auch drei positive Eigenwerte {\displaystyle \Theta _{k}} und zugehörige Eigenvektoren {\displaystyle {\vec {\omega }}_{k}} gibt, für die gilt {\displaystyle {\vec {L}}=\Theta _{k}{\vec {\omega }}_{k}}.
Die Eigenvektoren des Trägheitstensors heißen Hauptträgheitsachsen und seine Eigenwerte sind die Hauptträgheitsmomente.
Mit den Hauptträgheitsmomenten und ihren Hauptträgheitsachsen bekommt der Trägheitstensor eine besonders einfache Diagonalgestalt:
{\displaystyle \mathbf {\Theta } ={\begin{pmatrix}\Theta _{1}&&\\&\Theta _{2}&\\&&\Theta _{3}\end{pmatrix}}}

### Symmetriebetrachtungen
Jede Symmetrieachse ist eine Hauptträgheitsachse. Es gilt:
- Bei geraden prismatischen Körpern mit Grundfläche in Form eines Kreises oder eines regelmäßigen Vielecks sind zwei der drei Hauptträgheitsmomente untereinander gleich. Deren Hauptträgheitsachsen sind parallel zur Grundfläche, die dritte Hauptträgheitsachse ist senkrecht dazu.
- Bei flächensymmetrischen Körpern liegt eine Hauptträgheitsachse senkrecht zur Symmetrieebene, die beiden anderen in der Symmetrieebene.
- Besitzt der Körper zwei zueinander senkrechte Symmetrieebenen, dann sind ihre Normalen und ihre Schnittgerade Hauptträgheitsachsen.
- Bei einem Tetraeder, einem Würfel, bei den übrigen drei regulären Körpern und bei der Kugel ist jede Raumrichtung Hauptträgheitsachse.
- Sind {\displaystyle \Theta _{1}}, {\displaystyle \Theta _{2}} und {\displaystyle \Theta _{3}} paarweise voneinander verschieden, so liegt keine Rotationssymmetrie bezüglich einer Achse durch den Bezugspunkt vor, z. B. weil der Bezugspunkt nicht im Massenmittelpunkt liegt oder der Körper bezüglich keiner Achse rotationssymmetrisch ist.

## Drehimpuls und Rotationsenergie im körperfesten Hauptachsensystem
Im Koordinatensystem, dessen drei Basisvektoren {\displaystyle {\hat {e}}_{k}} durch die Hauptträgheitsachsen definiert sind, wird die Winkelgeschwindigkeit so ausgedrückt:
{\displaystyle {\vec {\omega }}=\omega _{1}{\hat {e}}_{1}+\omega _{2}{\hat {e}}_{2}+\omega _{3}{\hat {e}}_{3}}
Dann gilt für den Drehimpuls
{\displaystyle {\vec {L}}=\mathbf {\Theta } \cdot {\vec {\omega }}=\Theta _{1}\omega _{1}{\hat {e}}_{1}+\Theta _{2}\omega _{2}{\hat {e}}_{2}+\Theta _{3}\omega _{3}{\hat {e}}_{3}}.
und für die Rotationsenergie
{\displaystyle E_{\text{rot}}={\frac {1}{2}}{\vec {\omega }}\cdot \mathbf {\Theta } \cdot {\vec {\omega }}={\frac {1}{2}}(\Theta _{1}\omega _{1}^{2}+\Theta _{2}\omega _{2}^{2}+\Theta _{3}\omega _{3}^{2})}.

## Trägheitsellipsoid
Definiert man die Länge des Ortsvektors {\displaystyle {\vec {r}}} in jeder Richtung durch die Gleichung
{\displaystyle 1={\vec {r}}\cdot \mathbf {\Theta } \cdot {\vec {r}}},
dann liegen die Endpunkte dieser Vektoren auf einer geschlossenen Fläche in Form eines Ellipsoids (Beweis). In jeder Richtung ist der Abstand der Fläche vom Ursprung gleich dem Kehrwert der Wurzel aus dem Trägheitsmoment für die in dieser Richtung liegende Achse:
{\displaystyle r={\frac {1}{\sqrt {\Theta _{rr}}}}}
Die drei Achsen des Ellipsoids sind die Hauptträgheitsachsen. Die längste hat die Richtung der Drehachse mit dem kleinstmöglichen Trägheitsmoment bei der gegebenen Anordnung der Massen, die kürzeste Halbachse die Richtung mit dem größtmöglichen Trägheitsmoment. Diese Achsen haben feste Richtungen im körpereigenen Bezugssystem, denn ihre räumliche Lage ist durch die Lage des Körpers festgelegt.

## Berechnung des Trägheitstensors

### Für ein System von Massenpunkten
Der Drehimpuls eines zusammengesetzten Systems {\displaystyle {\vec {L}}} ist die Summe der Drehimpulse der Komponenten des Systems {\displaystyle {\vec {L}}_{n}}.
{\displaystyle {\vec {L}}=\sum _{n}{\vec {L}}_{n}=\sum _{n}\mathbf {\Theta } _{n}\cdot {\vec {\omega }}_{n}}
Sind die Winkelgeschwindigkeiten der Komponenten {\displaystyle {\vec {\omega }}_{n}} alle identisch und gleich {\displaystyle {\vec {\omega }}}, dann gilt:
{\displaystyle {\vec {L}}=\sum _{n}\mathbf {\Theta } _{n}\cdot {\vec {\omega }}}
Und somit gilt für den Trägheitstensor {\displaystyle \mathbf {\Theta } } des Systems:
{\displaystyle {\begin{aligned}\mathbf {\Theta } &=\sum _{n}\mathbf {\Theta } _{n}\\&=\sum _{n}m_{n}\,[({\vec {r}}_{n}\cdot {\vec {r}}_{n})\,\mathbf {1} -{\vec {r}}_{n}\otimes {\vec {r}}_{n}]\\&=\sum _{n}m_{n}{\begin{pmatrix}(y_{n}^{2}+z_{n}^{2})&-x_{n}y_{n}&-x_{n}z_{n}\\-y_{n}x_{n}&(x_{n}^{2}+z_{n}^{2})&-y_{n}z_{n}\\-z_{n}x_{n}&-z_{n}y_{n}&(x_{n}^{2}+y_{n}^{2})\end{pmatrix}}\\&={\begin{pmatrix}\sum m_{n}(y_{n}^{2}+z_{n}^{2})&-\sum m_{n}\,x_{n}y_{n}&-\sum m_{n}\,x_{n}z_{n}\\-\sum m_{n}y_{n}x_{n}&\sum m_{n}(x_{n}^{2}+z_{n}^{2})&-\sum m_{n}\,y_{n}z_{n}\\-\sum m_{n}z_{n}x_{n}&-\sum m_{n}\,z_{n}y_{n}&\sum m_{n}\,(x_{n}^{2}+y_{n}^{2})\end{pmatrix}}\end{aligned}}}
Hier sind weiterhin:
- {\displaystyle m_{1\ldots N}} die Massen der Massepunkte, aus denen das System zusammengesetzt ist,
- {\displaystyle {\vec {r}}_{1\ldots N}=(x_{1\ldots N},\,y_{1\ldots N},\,z_{1\ldots N})} die Koordinaten ihrer Ortsvektoren

### Bei kontinuierlicher Masseverteilung
An die Stelle der Summen tritt beim Übergang zu einer kontinuierlichen Massenverteilung der Massendichte {\displaystyle \rho ({\vec {r}})} ein Integral:
{\displaystyle \Theta =\int _{V}\rho ({\vec {r}})\,[({\vec {r}}\cdot {\vec {r}})\mathbf {1} \,-\,{\vec {r}}\otimes {\vec {r}}]\mathrm {d} V}
mit den einzelnen Trägheitsmomenten
{\displaystyle \Theta _{ij}=\int _{V}\rho ({\vec {r}})\,[({\vec {r}}\cdot {\vec {r}})\delta _{ij}\,-\,r_{i}r_{j}]\mathrm {d} V}

### Beispiel: Trägheitstensor eines homogenen Würfels
Im Massenmittelpunkt eines Würfels mit Kantenlänge {\displaystyle d=2a} wird ein kartesisches Koordinatensystem so gelegt, dass die Koordinatenachsen parallel zu den Würfelkanten sind. Wegen der Homogenität ist die Dichte konstant und kann vor das Integral gezogen werden:
{\displaystyle \Theta _{ij}=\Theta _{\beta \alpha }=\varrho \,\int _{V}(r^{2}\delta _{ij}-r_{i}r_{j})\mathrm {d} V}
Nun lassen sich die sechs unabhängigen Tensorkomponenten bestimmen: Das sind drei Massenträgheitsmomente und drei Deviationsmomente, da der Tensor wegen {\displaystyle \Theta _{ij}=\Theta _{ji}} symmetrisch ist. Beim Würfel mit Kantenlänge {\displaystyle 2a} wird zur Berechnung des Trägheitstensors bezüglich des Ursprungs in allen drei Raumrichtungen von {\displaystyle -a} bis {\displaystyle +a} integriert. Für den Würfel ergibt sich:
{\displaystyle {\begin{aligned}\Theta _{xx}=&\varrho \int _{V}(y^{2}+z^{2})\mathrm {d} V=\varrho {\frac {16}{3}}a^{5}\\\Theta _{yy}=&\varrho \int _{V}(x^{2}+z^{2})\mathrm {d} V=\varrho {\frac {16}{3}}a^{5}\\\Theta _{zz}=&\varrho \int _{V}(y^{2}+x^{2})\mathrm {d} V=\varrho {\frac {16}{3}}a^{5}\\\Theta _{xy}=&\Theta _{yx}=-\varrho \int _{V}yx\mathrm {d} V=0\\\Theta _{yz}=&\Theta _{zy}=-\varrho \int _{V}zy\mathrm {d} V=0\\\Theta _{zx}=&\Theta _{xz}=-\varrho \int _{V}xz\mathrm {d} V=0\end{aligned}}}
Dabei wurde
{\displaystyle {\begin{aligned}\int _{-a}^{a}\mathrm {d} x=&\left[x\right]_{-a}^{a}=2a\\\int _{-a}^{a}x\mathrm {d} x=&\left[{\frac {x^{2}}{2}}\right]_{-a}^{a}=0\\\int _{V}x^{2}\mathrm {d} V=&\int _{x=-a}^{x=a}\int _{y=-a}^{y=a}\int _{z=-a}^{z=a}x^{2}\,\mathrm {d} z\mathrm {d} y\mathrm {d} x=\int _{x=-a}^{x=a}x^{2}\,\mathrm {d} x\int _{y=-a}^{y=a}\mathrm {d} y\int _{z=-a}^{z=a}\mathrm {d} z=\left[{\frac {x^{3}}{3}}\right]_{-a}^{a}(2a)^{2}={\frac {8}{3}}a^{5}\end{aligned}}}
benutzt, Analoges gilt in {\displaystyle y}- und {\displaystyle z}-Richtung. Mit diesen Ergebnissen, der Kantenlänge {\displaystyle d=2a} und der Masse {\displaystyle m=\varrho d^{3}} des Würfels bekommt der Tensor die Form
{\displaystyle \mathbf {\Theta } =\varrho {\frac {16}{3}}a^{5}{\begin{pmatrix}1&0&0\\0&1&0\\0&0&1\end{pmatrix}}={\frac {\varrho }{6}}d^{5}\mathbf {1} ={\frac {m}{6}}d^{2}\mathbf {1} }.